# 朱深 (嘉靖進士)
朱深（1487年—？），字淵甫，號静菴，直隸松江府華亭縣人，民籍，明朝政治人物。

## 生平
應天府鄉試第六十三名舉人。嘉靖八年（1529年）中式己丑科會試第二百十二名，登第三甲第六十一名進士。歷官知县、锦衣卫经历。

## 家族
曾祖朱子明；祖父朱得名；父朱謙，母沈氏。